# George Olivier Wallis
George Olivier conte Wallis e barone di Carrighmain (1673 – Vienna, 19 dicembre 1744) è stato un generale austriaco di origini irlandesi.
Egli era figlio di Ernst Georg Wallis, Comandante di campo nell'esercito imperiale, che morì nel 1689 in una battaglia presso Magonza, nel corso della Guerra di successione del Palatinato.
Il bisnonno di George Olivier, Richard Wallis of Carrickmines (Contea di Dublino), fu il primo ufficiale irlandese ad entrare in servizio nell'esercito austriaco già nel 1612 ed era colonnello nel 1632 quando morì  a causa delle ferite riportate nella battaglia di Lützen.
Il figlio più anziano, Theobald of Carrickmines, tornò in patria ove il ramo della sua famiglia prese il nome Walsh; il figlio più giovane Olivier invece rimase in Austria ed entrò nell'esercito imperiale ove raggiunse il grado di maggior generale morendo poi nel 1667 in Ungheria. Egli fu il capostipite del ramo dei Wallis ed il padre di Ernst Georg Wallis.

## Biografia
Dopo la morte del padre, George Olivier giunse come suo giovane erede alla corte imperiale. Nel 1690 ebbe il comando di una compagnia di fanteria e 1697 partecipò con il grado di capitano alla battaglia di Zenta. Nel 1703 divenne colonnello e gli fu affidato il comando di un reggimento, con il quale ebbe l'occasione di mettersi in luce durante una campagna militare in Tirolo. Dal 1705 al 1707 combatté in Italia nel Corpo d'armata del feldmaresciallo conte Wirich Philipp von Daun e partecipò alla conquista di Napoli, dove condusse con soldati e con contadini armati una vittoriosa piccola guerra. In seguito conquistò Pescara e Piombino per cui fu nominato maggior generale.
Fino al 1713 prese parte alle campagne militari di Spagna ed Italia. Nel 1716 entrò a far parte dell'armata del principe Eugenio di Savoia in Ungheria e partecipò con il grado tenente feldmaresciallo alla battaglia di Petervaradino  (5 agosto 1716) ed alla conquista di Temesvar (12 ottobre del medesimo anno). Si distinse anche nella presa della città di Belgrado nel 1717. Dal 1718 al 1727 riprese la sua attività in Italia, ove, nel 1723 divenne generale di fanteria. Dopo un breve periodo trascorso nei suoi possedimenti in Boemia, gli fu affidato l'incarico della difesa della Sicilia. Colà venne fuori il suo insopportabile carattere ed emersero divergenze non solo con il viceré conte Sastago ma anche con il principe Eugenio di Savoia.
Dopo alcune attività in nord Italia ricevette nel 1736 il titolo di feldmaresciallo e fu inviato a combattere i turchi in Valacchia (Guerra russo-turca (1735-1739)). Questa decisione non si rivelò felice né per lui né per l'Austria. Il 22 luglio 1739 subì una pesante sconfitta a Grocka in Serbia a causa della quale l'Austria dovette chiudere il conflitto con il trattato di Belgrado, che sancì il ritorno all'impero ottomano di quasi tutte le conquiste precedentemente acquisite con le battaglie condotte da Eugenio di Savoia. Benvisto né dai superiori né dai subalterni, Wallis fu portato dinnanzi ad un tribunale di guerra e nel febbraio del 1740, nonostante i precedenti meriti, fu condannato alla reclusione nella fortezza dello Spielberg presso Brünn. Fu graziato pochi mesi dopo dalla regina Maria Teresa d'Austria.

## Matrimoni e discendenza
George Olivier of Wallis sposò in prime nozze Maria Antonia di Götzen. Dopo la morte di quest'ultima, sposò in seconde nozze Maria Teresa, contessa von Kinsky auf Kunitz und Tettau. Ebbe un solo figlio ed erede, Giorgio Stefano von Wallis (19 luglio 1744 - 5 febbraio 1832).
| Controllo di autorità | VIAF (EN) 100403534 · CERL cnp01196919 · GND (DE) 139094539 |